# Попівка (Лубенський район)
Попі́вка (вимоваⓘ) —  село в Україні, у Хорольській міській громаді Лубенського району Полтавської області. Населення становить 497 осіб. До 2020 орган місцевого самоврядування — Новоаврамівська сільська рада.

## Географія
Село Попівка знаходиться на лівому березі річки Хорол, вище за течією на відстані 3 км розташоване село Новоаврамівка, нижче за течією на відстані 0,5 км розташоване село Мала Попівка, на протилежному березі - село Пристань. Річка в цьому місці звивиста, утворює лимани, стариці та заболочені озера. Поруч проходить автомобільна дорога Т 1715.

## Історія
В середині XVIII століття селом володів миргородський полковник Василь Капніст.
12 червня 2020 року, відповідно до розпорядження Кабінету Міністрів України № 721-р «Про визначення адміністративних центрів та затвердження територій територіальних громад Полтавської області», село увійшло до складу Хорольської міської громади..
19 липня 2020 року, в результаті адміністративно - територіальної реформи та ліквідації Хорольського району, село увійшло до складу новоутвореного Лубенського району.